# Sven Habermann
Sven Habermann (ur. 3 listopada 1961 w Berlinie Zachodnim) – kanadyjski piłkarz pochodzenia niemieckiego występujący na pozycji bramkarza.

## Kariera klubowa
Habermann zawodową karierę rozpoczynał w 1983 roku w klubie Toronto Blizzard, występującym w rozgrywkach North American Soccer League (NASL). W 1983 oraz 1984 wywalczył z zespołem wicemistrzostwo rozgrywek NASL. W tym czasie w barwach Toronto zagrał 7 razy. W sezonie 1987 grał dla drużyny Calgary Kickers. Wówczas zdobył z zespołem mistrzostwo Canadian Soccer League. Sezon 1989 spędził w Vancouver 86ers, z którym również został wówczas mistrzem Canadian Soccer League.

## Kariera reprezentacyjna
W reprezentacji Kanady Habermann zadebiutował 11 grudnia 1983 w przegranym 1:3 towarzyskim meczu z Hondurasem. W 1984 roku wystąpił na Letnich Igrzyskach Olimpijskich. W 1986 roku został powołany do kadry na Mistrzostwa Świata. Nie zagrał na nich jednak ani razu, a Kanada odpadła z tamtego turnieju po fazie grupowej. W latach 1983–1986 w drużynie narodowej Habermann rozegrał w sumie 11 spotkań.